# 虹色仮面
『虹色仮面』（にじいろかめん）は、高口里純による日本の漫画作品である。
「FEEL YOUNG」（祥伝社）において1998年4月号から2001年1月号まで連載された。フィールコミックス（祥伝社）より全7巻刊行されている。
作者の別作品『少年濡れやすく恋成りがたし』と世界観を共有しており、同作品からの人物が数人登場する。
『虹色仮面』終了後、『虹色仮面』からのスピンオフ、過去譚として描かれた『ラ・グランダム』がある。

## あらすじ
1. 大学時代の江連菜穂（江連虹の母親）と相沢直樹が泉田英子を介して出会う。泉田英子に赤色盲だと知られた相沢直樹は、彼女を殺そうと企む。
2. 江連菜穂は南志水幸治と見合いをする（南志水幸治の父親と、鹿内空也の父親は従兄弟である）。
3. 22年前、相沢直樹と江連菜穂は泉田英子に営利誘拐をそそのかし、当時3歳だった天川織姫と棟方かれんを誘拐させる。
4. 天川織姫と棟方かれんを監禁中、相沢直樹は泉田英子の腹部を刺し、泉田英子は死ぬまでのとても長い時間、天川織姫を抱きしめ続けていた。そのことで天川織姫は接触アレルギーとなる。また、営利誘拐された全てのことを忘れる。
5. 泉田英子を殺した共犯者となってしまった江連菜穂は、相沢直樹の言うなりになる。
6. 17年前、江連虹が産まれる。母の江連菜穂の婚約者、南志水幸治は死亡していたが江連虹の父親である（江連虹と鹿内空也は再従兄弟である）。
7. 江連菜穂は江連虹を厭い、出生届を出さず学校にも行かせず13年間虐待していた。
8. 相沢直樹が10歳頃の江連虹と出会い、性的虐待し唇にルージュをひく。
9. 4年前、江連虹が江連菜穂に重傷を負わされ、病院に入院するが3年間昏睡状態だった。看護師の奥山夕羽子が江連虹にマニキュアを塗ったことで意識が戻る。生まれてから13年間のほとんどの記憶を忘れていた。
10. 2年程前、天川織姫達の両親が事故死し、天川物産が鹿内コンツェルンに吸収合併される。天川織姫は鹿内空也との婚約を破談にする。
11. 江連虹は一時自宅へ戻ったが、1年前家出し、女装して17歳で銀座のホステス「ナナコ」として働き出す。
12. 25歳の天川織姫と17歳の江連虹が出会う。
13. 天川織姫は江連虹に助けられ、誘拐されていた期間の全ての出来事を思い出す。
14. 相沢直樹41歳と江連菜穂42歳が結婚した。江連虹は相沢直樹との再会により、過去を思い出す。
15. 相沢直樹にレイプさせそうになった江連虹が相沢直樹を刺す。相沢直樹は一命を取り留め、江連虹は殺人未遂容疑となる。しかし正当防衛が適用され釈放される。鹿内空也が江連虹の後見人となる。
16. 天川織姫は鹿内空也に抱かれ、プロポーズを受ける。江連虹は姿を消す。
17. 5年後、天川織姫は鹿内空也との結婚式を挙げようとしていた。その時、22歳になった江連虹が現れる。

### 依頼事件
FILE 1 消えた女
依頼主は、7年前失踪した姉・西岡香月から電話を受けた妹・西岡亜衣。西岡亜衣が西岡香月のいるはずの場所へ行っても西岡香月はいなかった。依頼内容は西岡香月の行方の調査。西岡香月は失踪した頃ホステスをして、源氏名「憂花」で「クラブ華」で働いたと分かる。ところが突然、西岡香月が無事家に帰って来たという。7年前、レイプされたショックで記憶をなくし、再び記憶が戻った。しかし今度は「クラブ華」でホステスをしていた頃のことは忘れていた。そこで江連虹は7年間の記憶を取り戻すことが出来ると言う。
FILE 2 奇妙な忘れ物
OL岩佐素代からの浮気調査依頼。婚約者のサラリーマン雄島伸文の部屋で、三ヶ月間にコンシーラーばかり5本見つかったというのだ。それ以外、浮気の形跡はない。コンシーラーは化粧の時には始めの方に使うことから、忘れていく化粧品ではない。
実は雄島伸文は女装愛好者で、女装サロンでコンシーラーでホクロ隠しし、女装していたのだった。コンシーラーは、告白したがっていた雄島伸文の岩佐素代へのメッセージだった。
FILE 3 黄金の睫
人気女優、星崎香莉奈の睫が本物かどうかとの調査の依頼を受ける。
FILE 4 指先の軌跡
奥山夕羽子から、交通事故で意識の戻らない女性入院患者の件で依頼を受ける。その患者は意識を失う直前、「わたしの赤ちゃん」と言っていた。
FILE 5 捕われの口唇
ベガは8年ぶりに会った幼なじみ、棟方かれんから、ある女性のバッグの中身を調べて欲しいと依頼される。
FILE 6 香り高き男
「クラブ華」で空也が自社ビルのエレベーターで不思議な香りがしていたと話す。数日後、空也が自社ビルで発砲され、空也を庇った真留寿が重体となる。
FILE 7 不自然な表情
虹がホステスの同僚から不幸を呼ぶといわくつきのコンパクトをもらう。すると銀河探偵社のオフィスで死体が見付かった。その死体はベガが素行調査を終えたばかりの高校生だった。
FILE 8 敏感肌のフェミニスト
空也にアレルギーがおきたので、真留寿からアレルギーの原因の調査を依頼される。
FILE 9 皮膚下のささやき

FILE 10 わたしのカルテ

FILE 11 ボクの美しい人だから

FILE 12 赤い化粧水

FILE 13 エロティック・ゲーム

## 登場人物

### 主要人物
織姫 ベガ（おりひめ ベガ）本名：天川 織姫（てんかわ おりひめ）
25歳の女性。天川真留寿の双子の妹。身長172cm、いつもすっぴんで男前な外見をしている。服装も男性的で男言葉で話し、たいてい男だと思われる。
銀河探偵社所長（社員は本人一人）。接触アレルギーで人に触れるとジンマシンが出る体質の為、依頼と調査報告は全て電子メールで行う。しかし江連虹と元婚約者の鹿内空也にだけはアレルギーが出ない。実兄の天川真留寿にすらアレルギーが出る。
元社長令嬢だがガサツ。世間知らずであまり常識が無く、とても珍妙な衣装を一種類だけ着回している。性格は喜怒哀楽が激しく幼稚だが、表裏がなくあっさりしている。意気がっているが押しに弱く状況に流されやすい。
化粧品での探偵依頼が多いが、全く無知なので江連虹を頻繁に頼っている。
3歳のとき、自分が誘拐事件された詳細も、犯人の泉田英子がベガを抱き締めたまま死に、そのせいで接触アレルギーとなったことも忘れている。そのため情緒が未発達で恋愛が苦手である。しかし江連虹と鹿内空也の愛情により、次第に自然な女性らしさを取り戻してゆく。
理想の男性像は名探偵フィリップ・マーロウ。特に映画「ロング・グッドバイ」のエリオット・グールド。元婚約者である鹿内空也は理想とは程遠い、と理由で破談にしている。
江連 虹（えづれ こう）
17歳の少年。一年前から家出して、女装しホステスをする二重生活を送る。銀座の一流クラブ「クラブ華」のNo.1ホステス、源氏名「ナナコ」。女装していることは秘密にしている。
素直で善良な性格で、「ナナコ」でいること以外は誰の前でも包み隠さず自然に振る舞う。
母親からの虐待で13歳のとき昏睡状態となり三年間入院していた。16歳の時、看護師の奥山夕羽子にマニキュアを塗られたことで意識を取り戻した。13歳以前の記憶がほぼ無い。生まれてからほとんど口をきいていないため、女のような声を出せる。化粧、スキンケア、ネイルケア、エステティック、香水に関して物凄く詳しい。普段はベガ、「ナナコ」の時は天川真留寿を好きになる。金木犀の香りが苦手。
べがに失恋し、化粧が永遠に必要なくなる。
鹿内 空也（しかうち くうや）
30歳前後の男性。鹿内コンツェルン総帥。ベガの元婚約者。今でもベガのことが好きで結婚したいと思っている。ベガを「織ちゃん」と呼ぶ。6歳の時、誘拐される前のベガと出会い、お互いとても仲良くなりベガの父親が許嫁にした。好きな女性に叱られるのが好み。
のほほんとして隙だらけに見えるが鋭く、ただ一人「ナナコ」の性別が男だと見抜いていた。帝王学を学び、仮装犯罪に対する訓練を行なっている。数年前に、後ろから肩を掴んだ無礼を根強く忘れないほど、気位が高い。
「クラブ華」の常連で、ナナコ指名が多い。メンズトワレは天川真留寿の選んだドルチェ&ガッバーナのプールオム。
天川 真留寿（てんかわ まるす）
25歳の男性。ベガの双子の兄。鹿内空也の筆頭秘書。沈着冷静だが口を開くと意地が悪い。ベガに対しては横柄である。鹿内空也を庇って撃たれ重傷を負うことがあったが、鹿内空也はそれに見合う価値の男だと思っている。
ベガが鹿内空也と結婚しなかったので、代わりに鹿内空也の秘書となった。鹿内空也からの信頼は厚い。鹿内家で暮らしている。
「クラブ華」で鹿内空也と共に「ナナコ」と同席する事が多く「ナナコ」を好きになる。メンズトワレはアルマーニのプールオム、ウッディノート。
スピカレディ
ベガに保険に入ってもらおうと、銀河探偵社に頻繁に訪れる保険会社（スピカ生命）の勧誘員。ベガを「社長さん」江連虹を「ボクちゃん」と呼ぶ。次第に銀河探偵社所での陣地を広げ喫茶店扱いし、お茶をしに来るようになる。
棟方 かれん（むなかた かれん）
ベガの幼馴染。8年ぶりに再会する。ベガの巻き添えで誘拐された時は、別の部屋に閉じ込められていた。6歳から17歳までベガとずっと一緒に生活していた。

### その他
奥山 夕羽子（おくやま ゆうこ）
江連虹を看護していた看護師。2年前、江連虹にマニキュアを塗り、意識を取り戻すきっかけを作った。江連虹が家出しているので保証人になっている。江連虹が女装し「ナナコ」としてホステスをしていると、奥山夕羽子にだけ伝えていた。
泉田 英子（いずみだ えいこ）
22年前、ベガと棟方かれんを誘拐した犯人。恋人の相沢直樹と友人の江連菜穂にそそのかされた。相沢直樹が赤色盲だと気付いたために殺意をいだかれ、誘拐の犯行中に殺された。相沢直樹に刺された傷が浅く、死ぬまでの長い間ベガを抱きしめていたため、ベガを接触アレルギーにした。
相沢 直樹（あいざわ なおき）
代議士秘書、41歳の男性。美術商の息子だったが赤色盲で家が継げず、そのことが異常なコンプレックスを生んだ。自分が赤が見えないと気付いた相手を殺す。22年前、恋人だった泉田英子に赤色盲と気付かれ、彼女を殺そうと友人の江連菜穂と共にそそのかし、ベガと棟方かれんを誘拐させた。そして誘拐の途中、泉田英子を殺した。
他にも二件、殺人事件を起こしている。「赤い化粧水殺人事件」で逮捕された。
過去、江連宅に訪れ、幼かった江連虹を性的虐待していた。
江連 菜穂（えづれ なほ）
江連虹の母親。42歳。相沢直樹と結婚したばかり。
22年前、友人の相沢直樹と共に、泉田英子に誘拐をそそのかした。相沢直樹が泉田英子を殺すとは思わず、共犯者となってしまった。その後は相沢直樹の言うがままに生きていくしかなくなった。
江連虹を邪魔に思い虐待し、13歳で重傷を負わせ病院に運ばれるまで続けた。
江連 ナミ江（えづれ なみえ）
江連虹の祖母。自分が死んだら赤い化粧水のビンを処分するように、と遺言した。
南志水 幸治（みなみしみず こうじ）
江連虹の父親。江連菜穂の婚約者だったが婚約中に死亡した。婚約期間中に江連虹をもうけた。

### 警察
作者の別作品『少年濡れやすく恋成りがたし』からの登場人物。
伊武（いぶ）
身長185cmの大柄な女性。警視庁捜査一課の警部。香水はレール・デュ・タンの金木犀の香り。
蓮華（れんげ）
伊武の相棒の刑事。

## 『ラ・グランダム』
『ラ・グランダム』は、高口里純による日本の漫画作品である。
『虹色仮面』の天川真留寿を主人公にしたスピンオフ作品であり、『虹色仮面』の過去譚である。
祥伝社発行の「FEEL YOUNG」に2001年7月号から2002年1月号まで隔月連載された。コミックスは同社のフィールコミックスより全1巻刊行されている。コミックスには同時期の織姫ベガのイラストが4枚描き下ろされている。
天川真留寿と鹿内空也との出会い、二人の大学時代が描かれる。
登場人物
天川 真留寿（てんかわ まるす）

鹿内 空也（しかうち くうや）

天川真留寿の母

天川真留寿の父

ウィル・ホプキンズ

ミール・ハーシム

クレア

エラ

エーリヒ・シェリーフェン

ワンダ

エレナ・グリーン

## 関連作品
少年濡れやすく恋成りがたし
伊武、蓮華、西宮は、この作品の主要登場人物である。

## 書誌情報
高口里純『虹色仮面』〈祥伝社・FEELコミックス〉全7巻
1. 1998年9月発売、ISBN 4-396-76189-9
2. 1999年3月発売、ISBN 4-396-76199-6
3. 1999年8月発売、ISBN 4-396-76207-0
4. 2000年3月発売、ISBN 4-396-76218-6
5. 2000年7月発売、ISBN 4-396-76227-5
6. 2000年10月発売、ISBN 4-396-76234-8
7. 2001年3月発売、ISBN 4-396-76243-7

高口里純『ラ・グランダム』〈祥伝社・FEELコミックス〉全1巻
- 2002年3月8日発売、ISBN 4-396-76266-6

### 書誌情報出典
- s-book.net
  - 虹色仮面 1
  - 虹色仮面 2
  - 虹色仮面 3
  - 虹色仮面 4
  - 虹色仮面 5
  - 虹色仮面 6
  - 虹色仮面 7
  - ラ・グランダム